# Dolores del Río

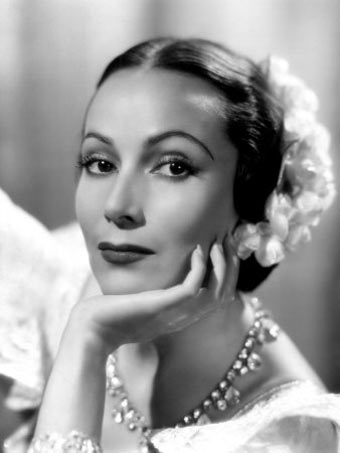
Dolores del Río, 1935.

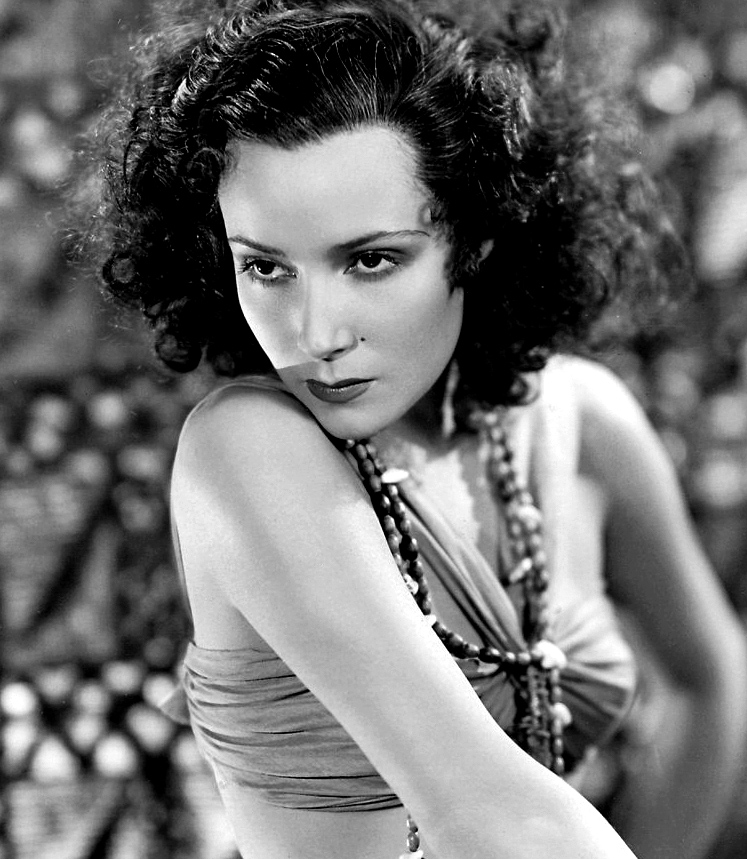
Dolores del Río i filmen Luana från Paradisön (1932).

María de los Dolores Asúnsolo y López Negrete, mer känd som Dolores del Río, född 3 augusti 1904 i Durango i Mexiko, död 11 april 1983 i Newport Beach i Kalifornien, var en mexikansk-amerikansk skådespelare. Hon var dotter till en mexikansk bankdirektör. I fyra år var fadern på flykt från Pancho Villa, men Del Río och hennes mor stannade kvar i Mexico City. Hon besökte där en fransk privatskola och fick även lektioner i dans.
Hennes förste man Jaime Martínez del Río, som hon gifte sig med när hon var 15 år, dog 1930 och Dolores gifte då om sig med Cedric Gibbons, som var scenograf. 1925 kom hon till Hollywood där hon medverkade i filmen Om ni fick en miljon?
Del Río gynnades av stumfilmseran då hennes kunskaper i engelska var bristfälliga under karriärens tidiga år. Hennes genombrott, då det var ljudfilm och hon lärt sig språket, blev som Luana från Paradisön 1932, dock mest på grund av ett fördelaktigt exotiskt utseende. Hon gjorde på 1940-talet hemma i Mexiko sina främsta karaktärsroller i regissör Emilio Fernandez' två lidelsefulla dramer Maria Candelaria och La malquerida. Dock är hon mest bekant för att i mogen ålder i Hollywood-filmen Halvblodet ha spelat indiansk mor till den unge mannen i titelrollen - Elvis Presley, 1960.

## Filmografi i urval
- 1925 – Om ni fick en miljon?
- 1926 – Rivalerna
- 1927 – The Loves of Carmen
- 1928 – Klondyke
- 1932 – Luana från Paradisön
- 1933 – Flyg med till Rio!
- 1934 – Under-bar
- 1934 – Madame Du Barry
- 1942 – Farlig medpassagerare
- 1944 – María Candelaria
- 1947 – Rätten att leva
- 1960 – Halvblodet
- 1964 – Indianerna